# مازراتی کاریف
مازراتی کاریف (Maserati Karif) خودرویی است که در سال‌های ۱۹۸۲ تا ۱۹۹۸ units توسط شرکت ایتالیایی مازراتی تولید شده‌است.
طراحی آن خودروهای موتور جلو-محور عقب بوده‌است. سیستم جعبه‌دندهٔ آن ۴ دنده به دو صورت خودکار و دستی است.